# US-amerikanische Meisterschaften im Biathlon 2010
Die US-amerikanische Meisterschaften im Biathlon 2010 wurden vom 17. bis 21. März des Jahres im US-amerikanischen Fort Kent ausgetragen. Es waren zugleich die Nordamerikanische Meisterschaften im Biathlon 2010 und das Finale des Biathlon-NorAm-Cups 2009/10. Veranstaltet wurde das Ereignis im 10th Mountain Center.

## Männer

### Sprint 10 km
| Platz | Sportler        | Schieß- fehler | Zeit      |
| ----- | --------------- | -------------- | --------- |
| 1     | Casey Simons    | 3-0            | 28:44.73  |
| 2     | Walt Shepard    | 2-1            | + 9.43    |
| 3     | Bill Bowler     | 2-0            | + 26.63   |
| 4     | Zach Hall       | 2-2            | + 35.10   |
| 5     | Russell Currier | 1-3            | + 58.73   |
| 6     | Wynn Roberts    | 2-4            | + 1:24.06 |
| 7     | Scott Lessard   | 1-1            | + 6:29.77 |
| 8     | Konrad Thiel    | 2-4            | + 8:21.94 |
|       | Newt Rogers     |                | dns       |

Datum: Mittwoch, 17. März 2009

Am Start waren acht von neun gemeldeten Läufern.

### Verfolgung 12,5 km
| Platz | Sportler      | Schieß- fehler | Zeit       |
| ----- | ------------- | -------------- | ---------- |
| 1     | Wynn Roberts  | 1-0-1-1        | 43:45.27   |
| 2     | Walt Shepard  | 0-2-1-0        | + 12.48    |
| 3     | Bill Bowler   | 1-0-2-2        | + 3:36.88  |
| 4     | Casey Simons  | 3-2-5-2        | + 4:22.76  |
| 5     | Zach Hall     | 2-2-3-4        | + 6:24.06  |
| 6     | Newt Rogers   | 3-1-1-1        | + 10:14.36 |
| 7     | Konrad Thiel  | 1-1-1-2        | + 10:40.71 |
| 8     | Scott Lessard | 3-2-4-2        | + 14:20.14 |

Datum: Sonnabend, 20. März 2009

Am Start waren acht der gemeldeten Biathleten.

### Massenstart 15 km
| Platz | Sportler        | Schieß- fehler | Zeit      |
| ----- | --------------- | -------------- | --------- |
| 1     | Russell Currier | 1-2-1-1        | 42:35.4   |
| 2     | Walt Shepard    | 3-0-3-1        | + 1:42.4  |
| 3     | Casey Simons    | 2-2-1-2        | + 2:28.8  |
| 4     | Zach Hall       | 1-3-1-3        | + 2:29.4  |
| 5     | Wynn Roberts    | 1-3-2-4        | + 3:09.7  |
| 6     | Bill Bowler     | 2-2-2-1        | + 3:16.6  |
| 7     | Newt Rogers     | 1-4-3-1        | + 6:25.6  |
| 8     | Michael Gibson  | 1-2-5-3        | + 8:24.5  |
| 9     | Scott Lessard   | 2-2-3-3        | + 9:55.6  |
| 10    | Konrad Thiel    | 3-3-4-1        | + 14:30.5 |

Datum: Sonntag, 21. März 2009

Am Start waren alle zehn der gemeldeten Biathleten.

## Frauen

### Sprint 7,5 km
| Platz | Sportler               | Schieß- fehler | Zeit      |
| ----- | ---------------------- | -------------- | --------- |
| 1     | Tracy Barnes-Coliander | 0-0            | 26:50.05  |
| 2     | Haley Johnson          | 2-2            | + 45.33   |
| 3     | Annelies Cook          | 2-3            | + 2:17.20 |
| 4     | Katrina Howe           | 1-3            | + 2:58.48 |
| 5     | Laura Spector          | 2-3            | + 2:59.83 |
| 6     | Caitlin Compton        | 3-3            | + 3:04.15 |
| 7     | BethAnn Chamberlain    | 2-3            | + 3:21.88 |
| 8     | Susan Dunklee          | 5-3            | + 3:39.76 |

Datum: Mittwoch, 17. März 2009

Am Start waren alle acht gemeldeten Biathletinnen.

### Verfolgung 10 km
| Platz | Sportler               | Schieß- fehler | Zeit      |
| ----- | ---------------------- | -------------- | --------- |
| 1     | Tracy Barnes-Coliander | 1-1-0-2        | 41:49.47  |
| 2     | Annelies Cook          | 0-0-2-3        | + 5.33    |
| 3     | Katrina Howe           | 1-3-2-0        | + 6.76    |
| 4     | Haley Johnson          | 2-2-3-4        | + 1:36.80 |
| 5     | BethAnn Chamberlain    | 2-3-0-1        | + 2:09.31 |
| 6     | Susan Dunklee          | 3-3-3-3        | + 5:09.73 |
|       | Karen Frost            | 4-3-5-5        | dsq       |
|       | Laura Spector          |                | dnf       |
|       | Hannah Dreissigacker   |                | dns       |

Datum: Sonnabend, 20. März 2010

Am Start waren acht von neun gemeldeten Athletinnen. Sechs von ihnen wurden gewertet, eine Starterin beendete das Rennen nicht, eine Zweite wurde disqualifiziert.

### Massenstart 12,5 km
| Platz | Sportler               | Schieß- fehler | Zeit      |
| ----- | ---------------------- | -------------- | --------- |
| 1     | Susan Dunklee          | 3-3-0-1        | + 44:57.2 |
| 2     | Tracy Barnes-Coliander | 4-0-0-0        | + 0.2     |
| 3     | Annelies Cook          | 2-0-3-1        | + 1:07.0  |
| 4     | Haley Johnson          | 2-2-3-2        | + 1:31.8  |
| 5     | Grace Boutot           | 1-2-0-1        | + 1:42.5  |
| 6     | Katrina Howe           | 1-0-4-1        | + 2:24.4  |
| 7     | Laura Spector          | 1-3-3-2        | + 2:52.7  |
| 8     | Hannah Dreissigacker   | 3-0-3-4        | + 4:14.3  |
| 9     | BethAnn Chamberlain    | 2-2-4-3        | + 7:23.1  |
| 10    | Lauren Jacobs          | 3-3-3-3        | + 12:20.4 |
| 11    | Karen Frost            | 4-3-3-3        | + 16:07.7 |
|       | Addie Byrne            | 1-             | dnf       |

Datum: Sonntag, 21. März 2010

Am Start waren alle 12 gemeldeten Biathletinnen, elf erreichten das Ziel.